# Pionki Zachodnie
Pionki Zachodnie – przystanek kolejowy w Pionkach, w województwie mazowieckim, w Polsce. Według klasyfikacji PKP ma kategorię dworca lokalnego.

## Ruch pasażerski
| Rok  | Wymiana pasażerska na dobę |
| ---- | -------------------------- |
| 2017 | 300-499                    |
| 2022 | 500-699                    |

Przystanek kolejowy Pionki Zachodnie położony jest w centrum miasta, w miejscu dogodniejszym dla podróżnych niż stacja Pionki. Zatrzymują się na nim pociągi Kolei Mazowieckich, Polregio oraz PKP Intercity. Budynek dworca powstał w latach 50. XX w..
W 1977 pod torami linii kolejowej, obok dworca PKP Pionki Zachodnie oddano do użytku tunel dla pieszych. Od czerwca 1978 na stacji PKP Pionki Zachodnie zaczęły zatrzymywać się pociągi pospieszne.
W styczniu 2024 zakończono remont dworca – bryła budynku poszerzona została na piętrze od strony peronów o poczekalnię zewnętrzną, dodano podświetlaną nazwę stacji oraz zegary od strony zarówno miasta, jak i peronów. Zamontowano elektroniczne tablice z rozkładem jazdy oraz z przyjazdami i odjazdami pociągów. Obiekt dostosowano dla osób niepełnosprawnych – m.in. wybudowano windę. Przewidziano także przestrzeń komercyjną.

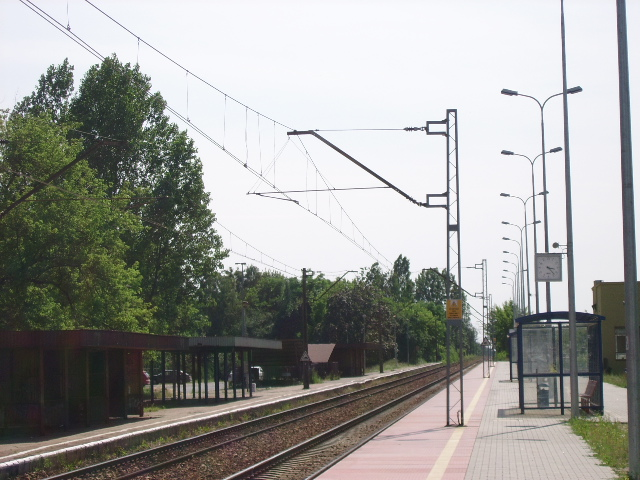
Przystanek kolejowy Pionki Zachodnie (czerwiec 2007)
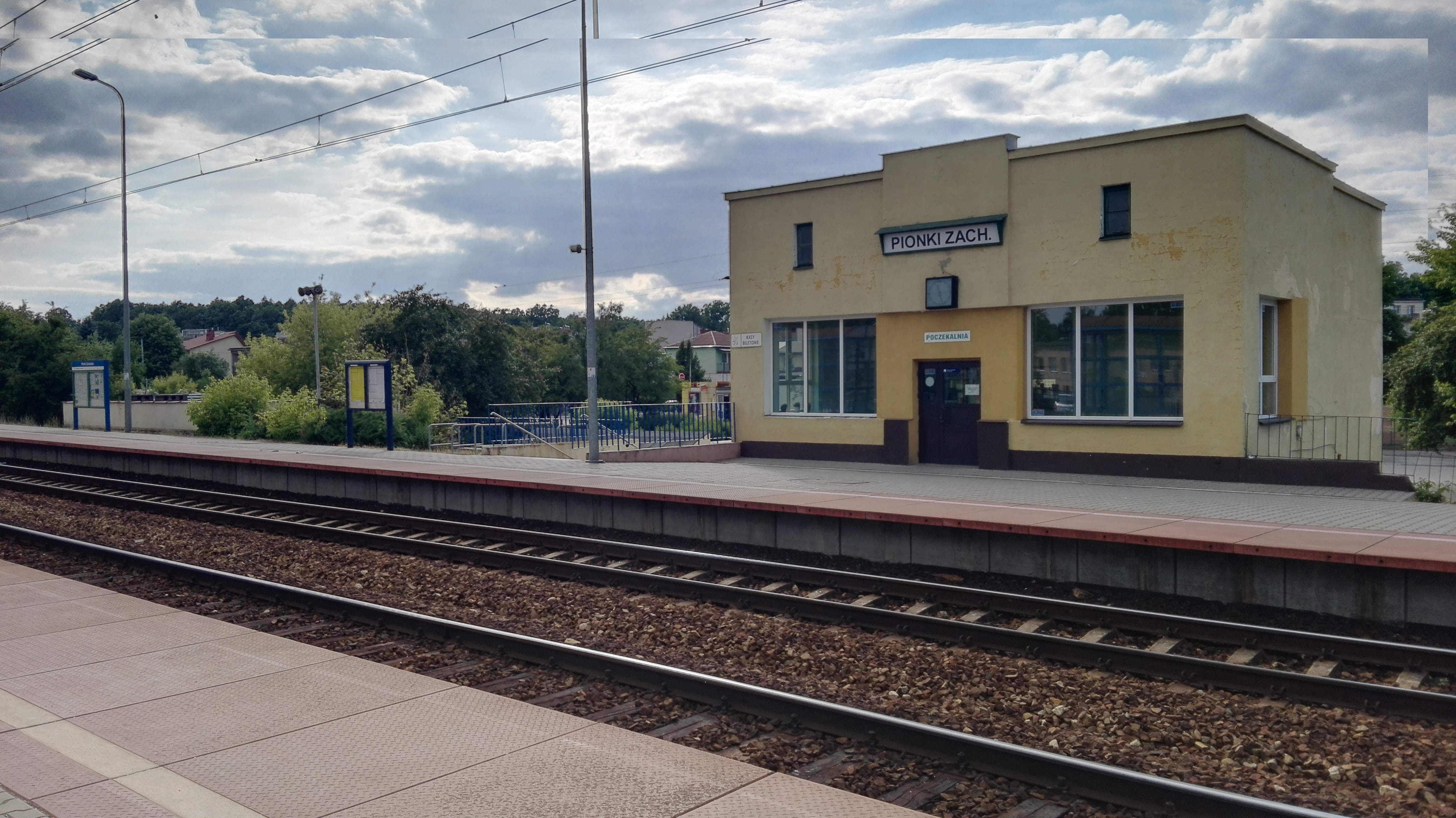
Budynek poczekalni dla pasażerów (czerwiec 2016)
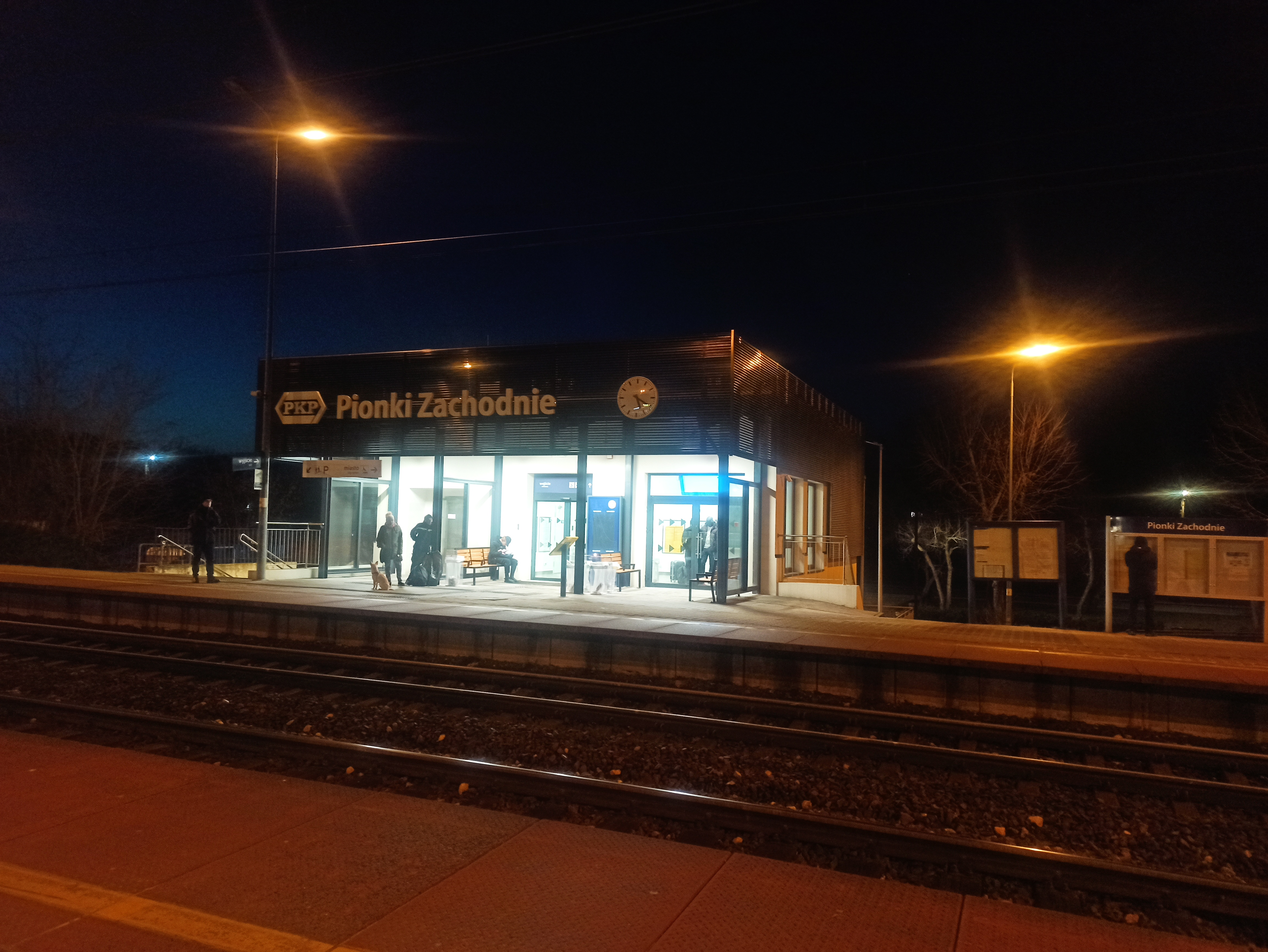
Budynek poczekalni dla pasażerów (luty 2024)
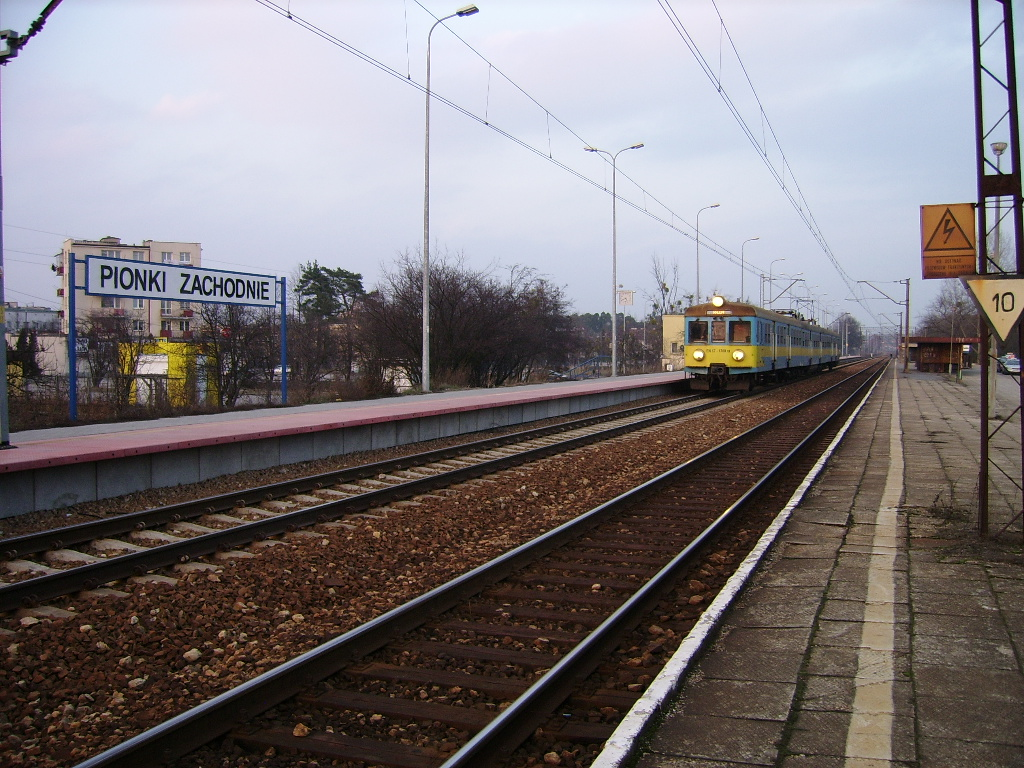
Pionki Zachodnie (2008)